# Édouard Hamon
Édouard Hamon (1841–1904) est un jésuite, professeur et écrivain canadien.

## Biographie
Né à Vitré en Ille-et-Vilaine en France le 8 novembre 1841, entra chez les Jésuites à Angers en 1861 et fut ordonné à Woodstock dans le Maryland aux États-Unis, le 29 juin 1872.
À Montréal de 1872 à 1891, il est professeur au collège Sainte-Marie jusqu'en 1879, prédicateur de retraites pour le Canada et les États-Unis, établissant surtout la Ligue du Sacré-Cœur — section des hommes — de 1879 à 1904.
Il demeure à Québec de 1891 à 1904. Il est l'auteur de Les Canadiens-français de la Nouvelle-Angleterre, un volume in-8 de 484 pages (1891). Il écrit aussi Au-delà du tombeau, Le roi du jour et Misères humaines.
Il meurt subitement à Leeds en descendant de sa chaire, pendant une retraite paroissiale qu'il prêchait, le 1er juin 1904 .